# Val d'Illasi
La Val d'Illàsi è in gran parte appartenente alla Regione Veneto e alla provincia di Verona, tranne una piccola zona, a nord, comprendente le cime dolomitiche del gruppo della Carega, che fa capo alla Regione Trentino-Alto Adige e alla provincia di Trento. Si estende per una lunghezza di circa 39 km caratterizzata da vari tipi di paesaggi: da quello di pianura a quello di alta montagna con preponderanza di media e bassa collina. 
La valle ha il suo sbocco in corrispondenza della statale 11 Padana Superiore, ad una ventina di chilometri a est di Verona.
Per quasi tutta la sua estensione è percorsa da un torrente dal corso accidentato e, in genere, povero o addirittura privo d'acqua: l'Illasi detto comunemente Progno. Nato ai piedi delle pareti rocciose che formano la parte terminale del bacino di Campobrun nel gruppo del Carega, il torrente, dopo aver attraversato in un alveo ben definito e con solidi argini prevalentemente in muratura sette comuni (Selva di Progno, Badia Calavena, Tregnago, Illasi, Colognola ai Colli, Lavagno e Zevio) per una lunghezza di 35 km, si immette nell'Adige presso Zevio con le acque dei fiumi Fibbio e Antanello e del canale Lisca.
Il clima della valle è temperato e tipica della zona è la scarsità di piogge che sono concentrate per lo più nei periodi autunnali e primaverili: da qui deriva la denominazione antica di Valsecca. In questi periodi si verificano le piene del Progno che nei secoli scorsi hanno procurato non pochi problemi agli abitanti del posto in altri mesi dell'anno colpiti dalla carenza d'acqua. 
In conseguenza della morfologia della valle, la vegetazione risulta di tre tipi: basale e collinare, montana e subalpina, con conseguenti diversità anche nel tipo di coltivazioni praticabili.
Nei secoli la valle prese diverse denominazioni: Val di Tregnago, Valle del Progno, Val Longazeria o Logazeria. La denominazione "Valle d'Illasi" appare per la prima volta nella "Carta del territorio veronese" eseguita da Don Gregorio Piccoli nella prima metà del XVIII secolo.
Il territorio della valle è diviso dal punto di vista amministrativo nei comuni di Colognola ai Colli, Illasi, Tregnago, Badia Calavena e Selva di Progno.

## La tranvia
Fra il 1883 e il 1956 parte della valle fu interessata dal percorso della tranvia Caldiero-Tregnago, diramazione della Verona-San Bonifacio, che rappresentò il mezzo di trasporto principale per il collegamento di persone e merci con Verona. Soggetta nel corso della sua storia a diversi passaggi di gestione, la linea venne elettrificata nel 1922.